# Michael Reinhartz
Michael Reinhartz (* 1613; † 1688) war von 1663 bis 1688 Abt des Prämonstratenserstifts Wedinghausen

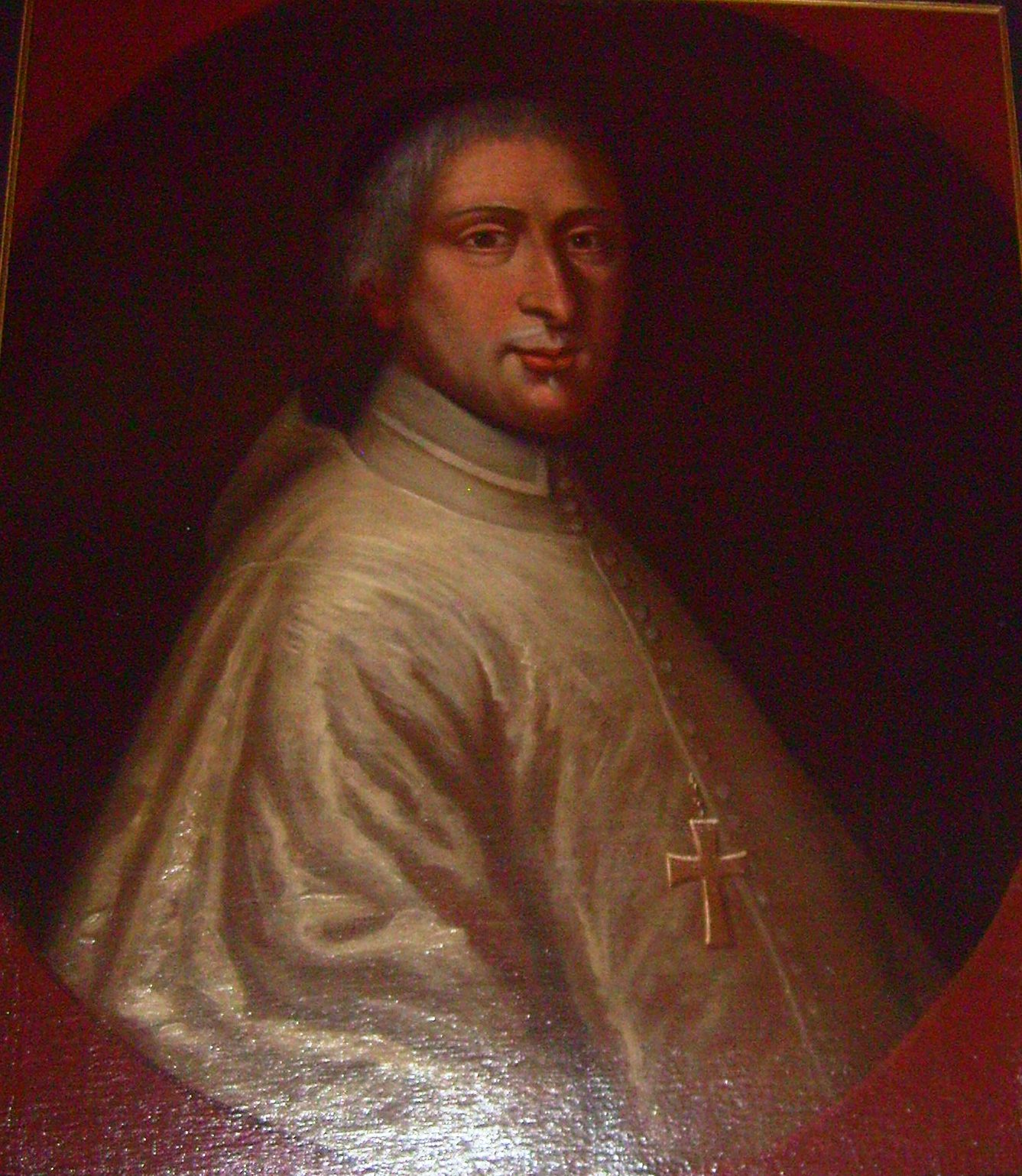
Michael Reinhartz

## Leben
Er stammte aus einer einflussreichen Werler Familie. Sein Bruder Caspar Reinhartz war Bürgermeister, Offizial in Werl und berüchtigter Hexenkommissar während der Hexenverfolgung im Herzogtum Westfalen. Michael trat als Novize in das Kloster Wedinghausen ein. Zu dieser Zeit herrschte im Jahr 1631 eine verheerende Pestepidemie. Diese zwang die Klosterinsassen zur Flucht. Einige suchten Zuflucht im Kloster Rumbeck und andere auf dem Gut Moosfelde. In seinem Bericht über das Jahr 1631 berichtete Bürgermeister Prange, dass auch Reinhartz von der Pest befallen war, ohne das dies zunächst bemerkt wurde. Zusammen mit dem Prior A. Bering ging er daher mit nach Moosfelde und steckte den Prior an, der daran starb. Reinhartz selbst überlebte die Krankheit offenbar. Vor seinem Tod hat der Prior Reinhartz noch ins Mutterkloster des Ordens die Abtei Prémontré geschickt. Er blieb und studierte dort sechs Jahre, ehe er nach Wedinghausen zurückkehrte. Dort stieg er bis zum Prior und Präfekten der Rektoratsschule auf. Er galt als bescheiden, fleißig und hochgebildet. Dadurch konnte er sich bei der Abtswahl auch gegen den überregional als kaiserlichen Diplomaten bekannten Johann Richard Rham durchsetzen.  
Um das Jahr 1638 herum soll er zusammen mit seinem Mitbruder Petrus Schultheis, später Prior in Wedinghausen, am Norbertiner-Gymnasium in Köln unterrichtet haben.
Reinhartz stand nach seiner Wahl in hohem Ansehen beim Erzbischof und Landesherren Maximilian Heinrich von Bayern. Reinhartz machte sich um das Schulwesen verdient. Er schaffte neue Paramente für die Gottesdienste an und förderte die Ausübung der Musik im Kloster insbesondere für gottesdienstliche Zweck. Seither durfte nur derjenige ins Kloster aufgenommen werden, der auch ein Instrument beherrschte. Auch mit dem Geld, das Pater Rham mit in das Kloster gebracht hatte, ließ er das neue Wohnhaus des Abts, auch Prälatur genannt, erbauen.